# توماس كرومويل

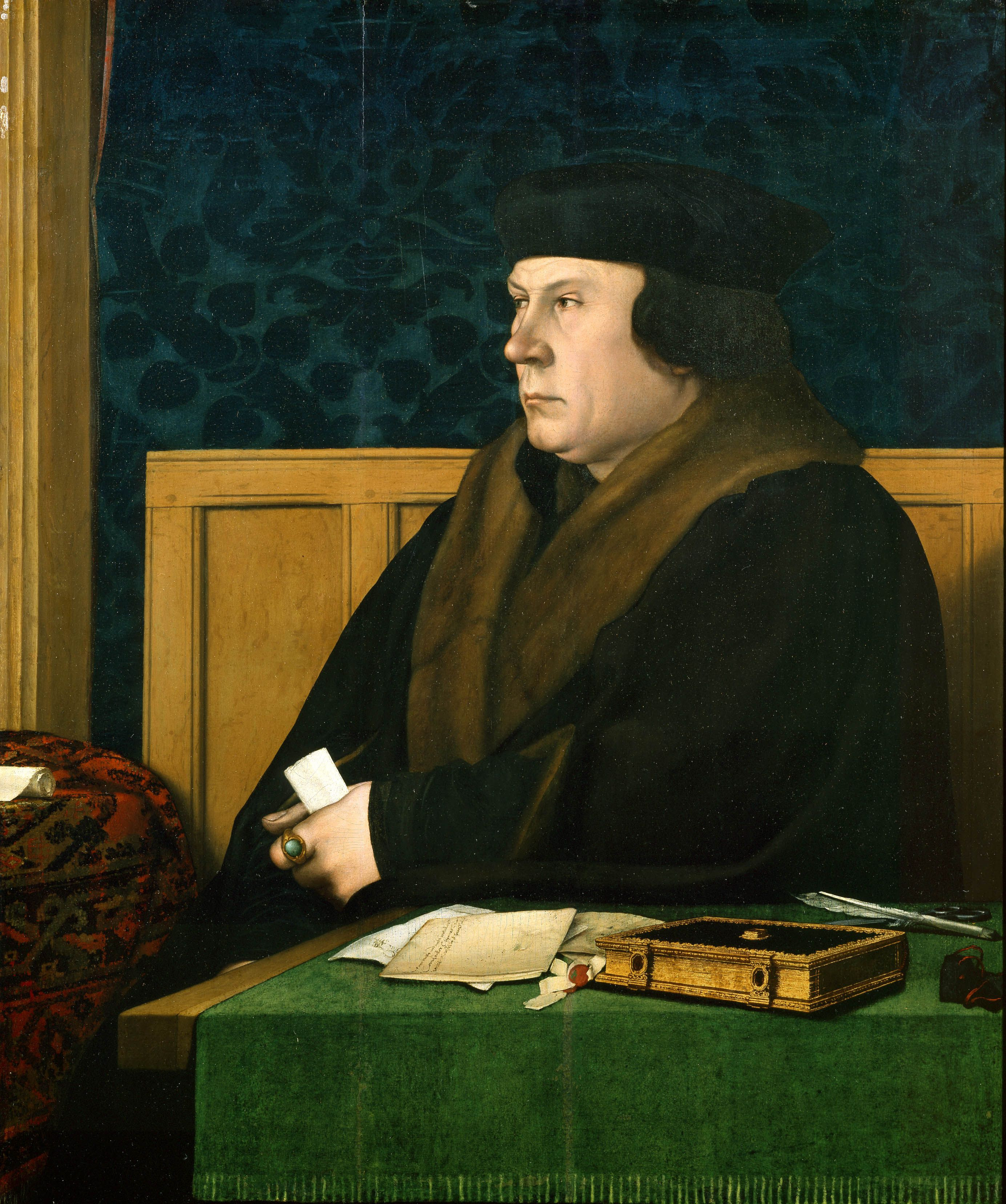
ثوماس كرومويل

السير توماس كرومويل، 1485—وكان 28 يوليو 1540) رجل دولة إنجليزي شغل منصب وزير الملك هنري الثامن رئيس 1532-1540. وارتفع كرومويل من البدايات المتواضعة وحاول لتحديث الحكومة على حساب امتيازات النبلاء والكنيسة، ونتيجة، وكان ينظر اليه على أنه مغرور. وكان واحدا من أقوى دعاة الإصلاح الإنكليزية وكسر الكنيسة الإنجليزية مع البابوية في روما. أشرف كرومويل بعد التفوق الملك على كنيسة انكلترا وأعلن من قبل البرلمان في 1534، والكنيسة من الوظائف الفريدة لولي الروحية والنائب العام.
كان كرومويل أحد أقوى مؤيدي الإصلاح الإنجليزي، ومبدع الحكم الإنجليزي الحقيقي. لقد ساعد في ترتيب إلغاء زواج الملك من كاثرين أراغون حتى يتمكن هنري من الزواج بشكل قانوني من آن بولين. فشل هنري في الحصول على موافقة البابا كليمنت السابع على الإلغاء في عام 1533، لذلك أيد البرلمان ادعاء الملك بأنه الرئيس الأعلى لكنيسة إنجلترا، ما منحه سلطة إلغاء زواجه. رسم كرومويل بعد ذلك مسارًا إنجيليًا وإصلاحيًا لكنيسة إنجلترا من خلال المنصبين الفريدين لنائب الروحانيين والنائب العام (يشير العنوانان إلى ذات الموقف).
أثناء صعوده إلى السلطة، صنع كرومويل لنفسه العديد من الأعداء، بما في ذلك آن بولين، بسبب أفكاره الجديدة وافتقاره إلى النبل، إذ لعب دورًا بارزًا في سقوطها. وسقط في وقت لاحق من السلطة، بعد أن رتب زواج الملك من الأميرة الألمانية آن أوف كليف. كان الزواج بمثابة كارثة لكرومويل، وانتهى بفسخه بعد ستة أشهر. استدعي كرومويل بموجب قانون قضائي وجرى إعدامه بتهمة الخيانة والهرطقة في تاور هيل في 28 يوليو 1540. وأعرب الملك لاحقًا عن أسفه لفقدان رئيس وزرائه، ولم يتعاف حكمه أبدًا من الحادث.

## النشأة
ويعتقد أن كرومويل ولد في بوتني، ثم جزء من سري. في عام 1878، كان مكان ولادته ما يزال جديرًا بالملاحظة:
ما تزال التقاليد تشير إلى موقع مسقط رأس كرومويل، كما تم تأكيده إلى حد ما من خلال مسح ويمبلدون مانور.. لأنه يصف في تلك البقعة كوخًا قديمًا يسمى متجر الحداد، يقع غرب الطريق السريع من ريتشموند إلى واندسوورث كونها علامة المرساة.
تقع المرساة في شارع بريوهاوس لين الحديث، بالقرب من نهر التمز في بوتني (على الرغم من وجود تقليد آخر يضع المرساة في مكان أعلى في بوتني هيل، على حافة بوتني هيث).
وُلد كرومويل حوالي عام 1485، وهو ابن والتر كرومويل (حوالي 1450 - 1514)، وهو عامل وتاجر أقمشة وصاحب نزل ومصنع جعة. ربما يكون التقليد الشعبي الذي قام به أيضًا في تجارة الحدادة قد نشأ من استخدامه لللقب البديل الحداد (سميث)، بدلًا من ممارسة التجارة فعليًا. يصف ديارميد ماكولوتش الروايات الشائعة التي تقول إن والتر كان رجلًا عنيفًا وعديم الضمير في تعاملاته التجارية بأنها خرافات: تستند هذه الحكايات إلى فهم خاطئ لسجلات محكمة بوتني مانورال، حيث لا يمكن بسهولة تمييز الخلافات المدنية عن الإجراءات الجنائية أو الغرامات. لخرق معايير جودة البيرة من النظام الريفي الروتيني لترخيص بيع البيرة. بصفته تاجرًا ناجحًا، تم استدعاء والتر بانتظام لخدمة هيئة المحلفين وانتخب شرطيًا في بوتني في عام 1495. كتب مؤرخ معاصر واسع الاطلاع ولكنه مجهول أن والتر كان من أصل أيرلندي، لكن كاتب السيرة الذاتية جيمس جيردنر حدد جذور عائلة كرومويل في نورويل، نوتنغهامشاير.
كانت والدة توماس، والمعروفة عمومًا باسم كاثرين ميفيريل، من عائلة نبلاء معترف بها في ستافوردشاير. عاشت في بوتني في منزل المحامي المحلي، جون ويلبيك، وقت زواجها من والتر عام 1474.
كان لدى كرومويل شقيقتان: الكبرى كاثرين (الجدة الكبرى لأوليفر كرومويل)، وتزوجت من مورغان (ابن وليامز) وليامز، وهو ابن محام ويلزي جاء إلى ساري باعتباره من أتباع الملك هنري السابع عندما أسس نفسه في المنطقة المجاورة. قصر ريتشموند؛ تزوجت إليزابيث الصغرى من المزارع وليام ويليفيد. كان ريتشارد، نجل كاثرين ومورجان، يعمل في خدمة عمه وبحلول خريف عام 1529 غيّر اسمه إلى كرومويل. كان ريتشارد كرومويل هو الجد الأكبر لأوليفر كرومويل.

## فرنسا وإيطاليا والبلدان المنخفضة
أعلن كرومويل لرئيس أساقفة كانتربري توماس كرانمر أنه كان وحشيًا... في أيام شبابه. في شبابه ترك عائلته في بوتني وعبر القناة إلى القارة. روايات أنشطته في فرنسا وإيطاليا والبلدان المنخفضة غير واضحة ومتناقضة. والحكاية التي تقول إنه أصبح في البداية مرتزقًا وسار مع الجيش الفرنسي إلى إيطاليا، حيث قاتل عام 1503 في معركة جاريجليانو، تنبع في الأصل من قصة قصيرة كتبها الروائي الإيطالي المعاصر ماتيو بانديلو (حيث يعتبر كرومويل صفحة لقصة قصيرة). جندي مشاة يحمل رمحه وخوذته، وليس جنديًا نفسه.
جرى تناول هذه الحكاية لاحقًا كحقيقة من قبل العديد من الكتاب، ولا سيما جون فوكس في كتابه أعمال وآثار عام 1563. يقبل ديارميد ماكولوتش أن التفاصيل في رواية بانديلو تشير إلى أنها أكثر من مجرد رواية مخترعة، لكن جيمس جيردنر، مع اعترافه بأن سنة ميلاد كرومويل غير مؤكدة، يشير إلى أنه كان من الممكن أن يكون عمره 13 عامًا في يوم المعركة. أثناء وجوده في إيطاليا، دخل الخدمة في منزل المصرفي الفلورنسي فرانشيسكو فريسكوبالدي، الذي أنقذه من شوارع فلورنسا، حيث كان يتضور جوعًا بعد مغادرة المرتزقة الفرنسيين. وفي وقت لاحق، زار المراكز التجارية الرائدة في البلدان المنخفضة، وعاش بين التجار الإنجليز وقام بتطوير شبكة من الاتصالات أثناء تعلم عدة لغات.

### العودة إلى إيطاليا
في مرحلة ما، عاد كرومويل إلى إيطاليا: تشير سجلات المستشفى الإنجليزي في روما إلى أنه مكث هناك في يونيو 1514، بينما تشير الوثائق الموجودة في أرشيف الفاتيكان إلى أنه كان وكيلًا لرئيس أساقفة يورك، الكاردينال كريستوفر بينبريدج. وتعامل مع القضايا الكنسية الإنجليزية قبل الروتا الرومانية.
عاد إلى روما مرة أخرى في عام 1518، هذه المرة نيابة عن نقابة سانت ماري في بوسطن، متطلعًا إلى الحصول على موافقة البابا ليو المستمرة لبيع صكوك الغفران المختلفة المربحة. استغرقت الرحلة 26 أسبوعًا، وخلال الرحلة أصبح كرومويل على دراية بطبعة إيراسموس الجديدة من الأناجيل. جعلته قراءته، لأول مرة، يشك في شرعية الممارسة التي كان يدافع عنها. يذهب تريسي بورمان إلى أبعد من ذلك، مشيرًا إلى أنه في هذه المرحلة طور كرومويل ازدرائه الشديد للبابوية، لأنه تلاعب بشكل عرضي بالبابا ليو للموافقة على عريضة بوسطن دون النظر المناسب.

## معرض صور

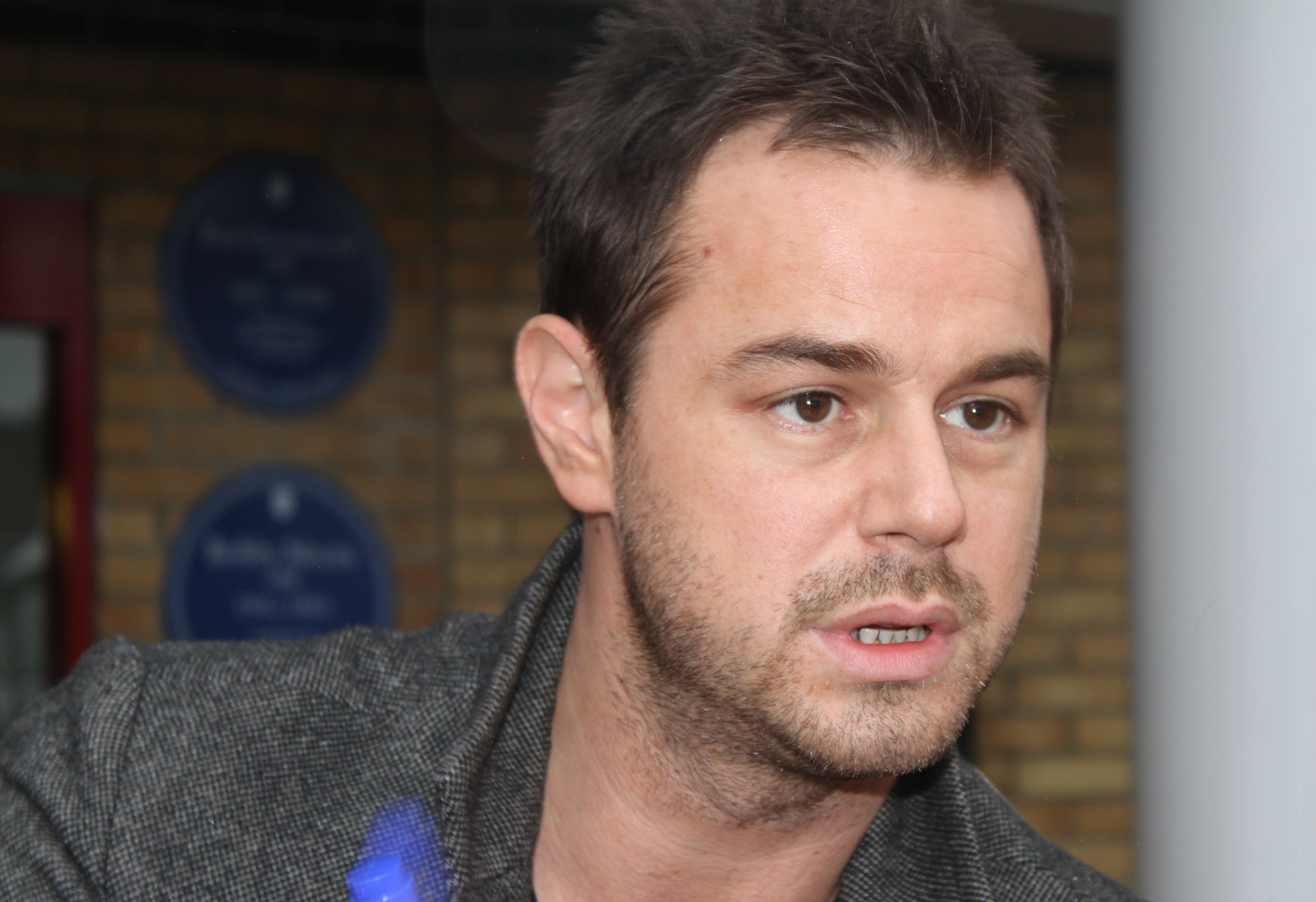
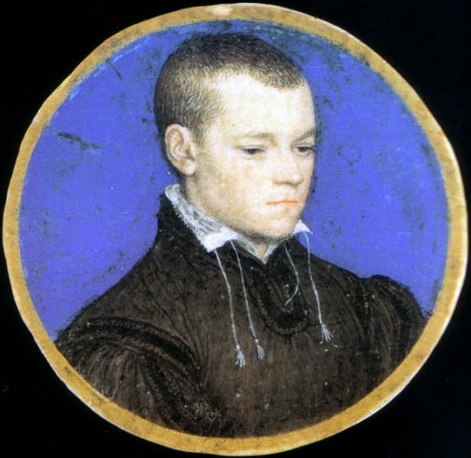
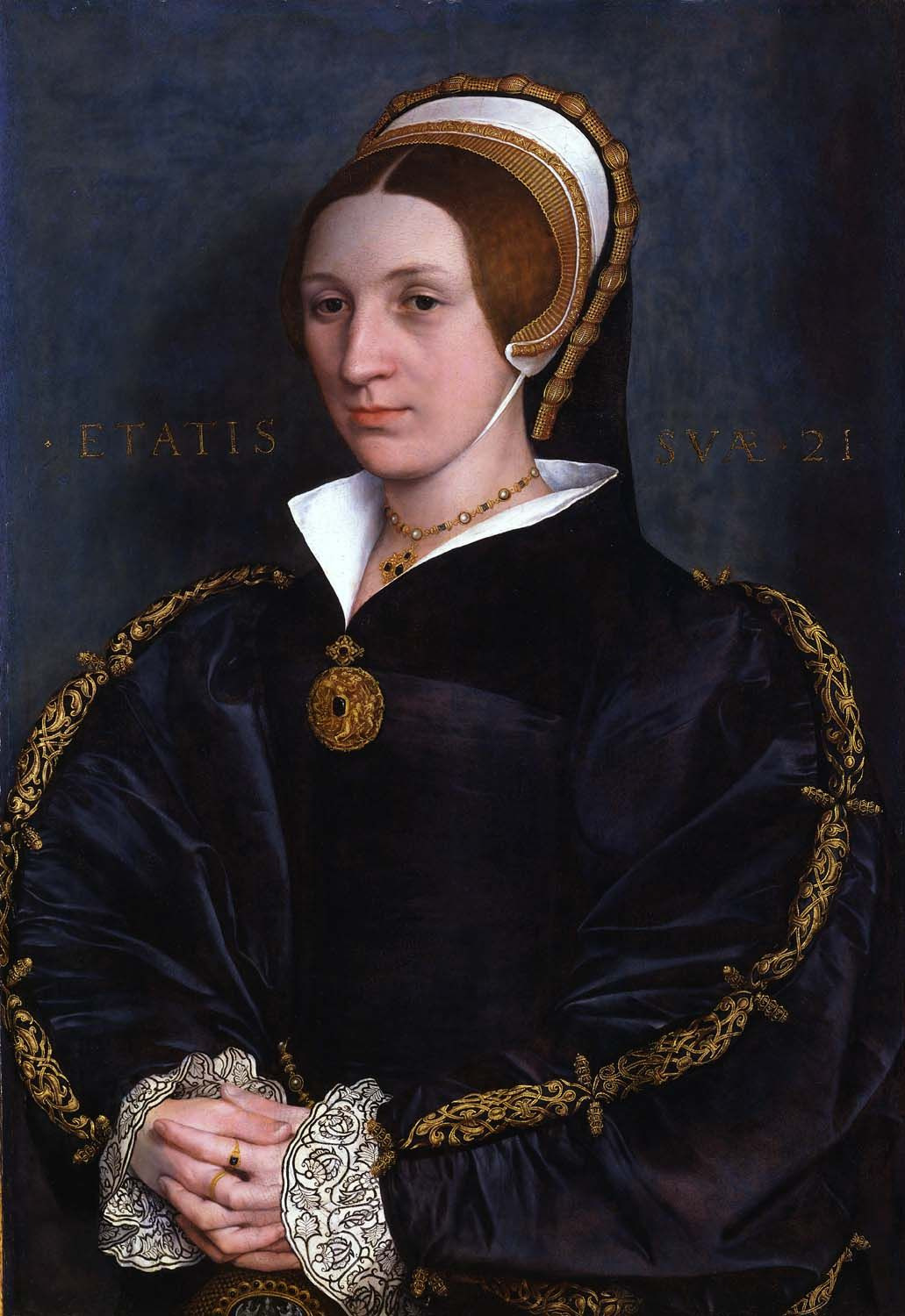
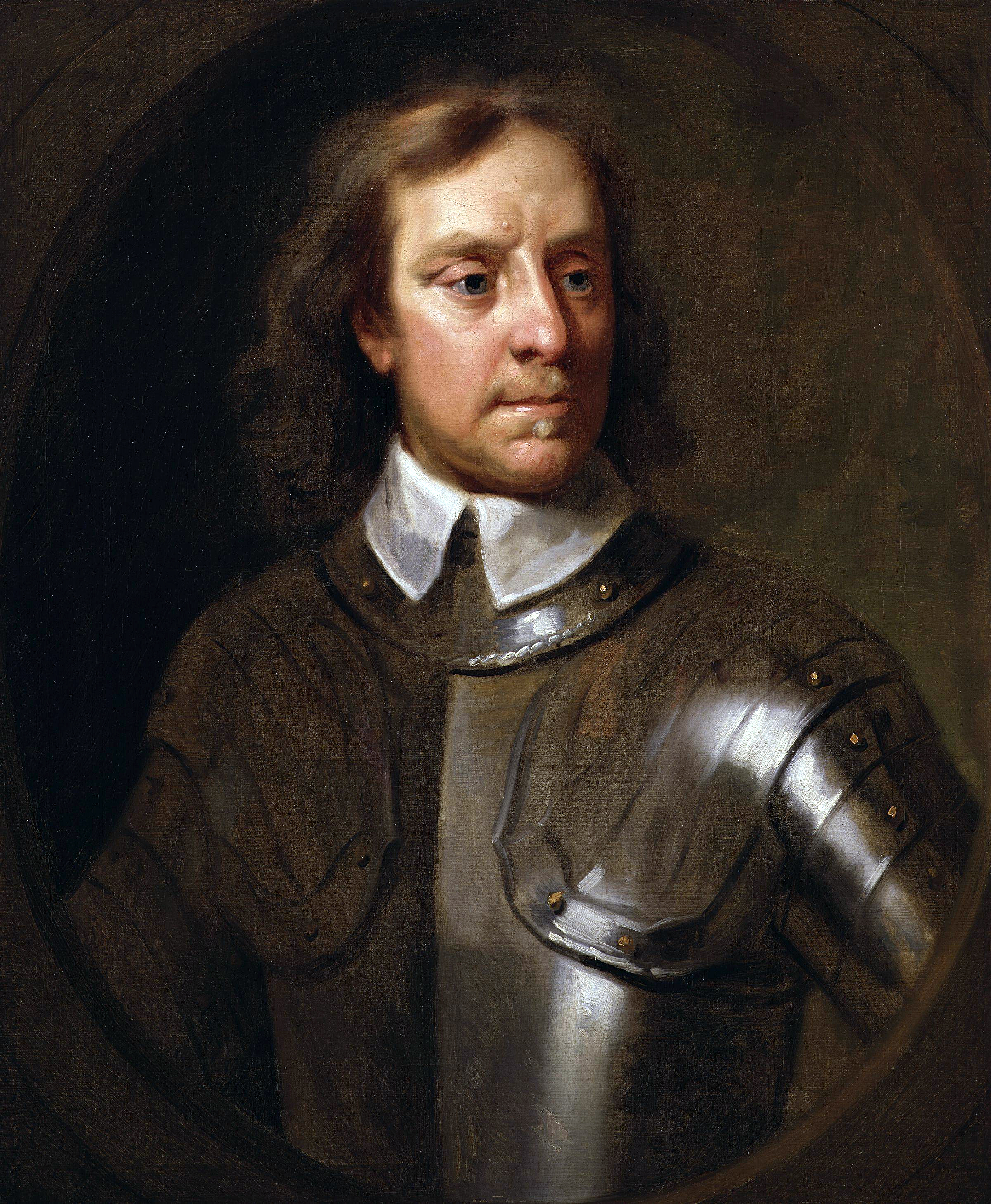